# دومین دوره بازی‌های اسلامی بانوان
جدول رده‌بندی دومین دوره بازی‌های اسلامی بانوان (ایران . تهران . ۱۹۹۷)
| رتبه  | کشورها           | طلا | نقره | برنز | مجموع |
| ۱     | ایران            | ۵۸  | ۵۵   | ۳۷   | ۱۵۰   |
| ۲     | قزاقستان         | ۳۵  | ۵    | ۹    | ۴۹    |
| ۳     | اندونزی          | ۱۹  | ۱۳   | ۰    | ۳۲    |
| ۴     | قرقیزستان        | ۱۳  | ۱۰   | ۵    | ۲۸    |
| ۵     | سوریه            | ۱۰  | ۲۹   | ۲۵   | ۶۴    |
| ۶     | جمهوری آذربایجان | ۷   | ۱۳   | ۳۲   | ۵۲    |
| ۷     | ترکمنستان        | ۶   | ۱۱   | ۴۱   | ۵۸    |
| ۸     | پاکستان          | ۳   | ۱۴   | ۹    | ۲۶    |
| ۹     | سودان            | ۲   | ۰    | ۰    | ۲     |
| ۱۰    | اردن             | ۱   | ۰    | ۰    | ۱     |
| ۱۰    | بوسنی و هرزگوین  | ۱   | ۰    | ۰    | ۱     |
| ۱۲    | بنگلادش          | ۰   | ۲    | ۱    | ۳     |
| مجموع | کل               | ۱۵۵ | ۱۵۲  | ۱۵۹  | ۴۶۶   |

توضیحات:
- رشته‌های ورزشی:۱۲رشته ۱.بدمینتون ۲.شنا ۳.والیبال ۴.تیر اندازی ۵.هندبال ۶.جودو ۷.دو و میدانی ۸و۹و۱۰و۱۱و۱۲=؟
- ورزشکاران:۷۴۸
- تیم‌ها:۹۵
- داوران:۲۹۰
- ناظران:۸
- کشورهای شرکت کننده: ۲۴کشور ۱.جمهوری آذربایجان ۲.ایران ۳.پاکستان ۴.عمان ۵.قزاقستان ۶.نیجر ۷.اردن ۸.بحرین ۹.تاجیکستان ۱۰.فیجی ۱۱.لبنان ۱۲.کویت ۱۳.افغانستان ۱۴.بنگلادش ۱۵.ترکمنستان ۱۶.قرقیزستان ۱۷.مالدیو ۱۸.یمن ۱۹.اندونزی ۲۰.بوسنی و هرزگوین ۲۱.سودان ۲۲و۲۳و۲۴=؟

## همچنین ببینید
- بازی‌های اسلامی بانوان